# Šipče
Cet article possède un paronyme, voir SIPCE.
Šipče (en serbe cyrillique : Шипче) est un village de Serbie situé dans la municipalité de Tutin, district de Raška. Au recensement de 2011, il comptait 95 habitants.

## Démographie
| 1948 | 1953 | 1961 | 1971 | 1981 | 1991 | 2002 | 2011 |
| ---- | ---- | ---- | ---- | ---- | ---- | ---- | ---- |
| 106  | 143  | 149  | 203  | 187  | 138  | 74   | 95   |

|  |